# Beatrix av Bayern
Beatrix av Bayern, även känd som Beatrix av Brandenburg, död 25 december 1359, begravd i Stockholm, var drottning av Sverige 1356–1359, dotter till markgreven Ludvig av Brandenburg och hans gemål Margareta, en syster till konung Valdemar Atterdag i Danmark.
Hon gifte sig 1355 eller 1356 (före 17 oktober 1356) med kung Erik Magnusson av Sverige (omkring 1339–1359).
Det har i äldre litteratur påståtts att Beatrix jämte maken och två barn fallit offer för svärmodern drottning Blankas intriger 1359. Troligare är att hon avled i barnsäng jämte nyfödde sonen Erik, möjligen drabbad av pesten som grasserade vid denna tid. Vissa forskare anser det troligt att hon och sonen gravsattes i det nybyggda (1340-talet) Svartbrödraklostret i Stockholm.